# يان كيزر
يوهانس نيقولاوس إغناسيوس كيزر (ولد في 6 أكتوبر 1940 في فولندام ، شمال هولندا) هو حكم هولندي. حكَّم مباراتين في كأس العالم 1986 في المكسيك.
 كما حكم مباراة واحدة في بطولة أمم أوروبا 1984 في فرنسا.

## روابط خارجية
- يان كيزر على موقع Soccerway.com (الإنجليزية)
- يان كيزر على موقع أوليمبيديا (الإنجليزية)
- الملف الشخصي